# Mapa mut

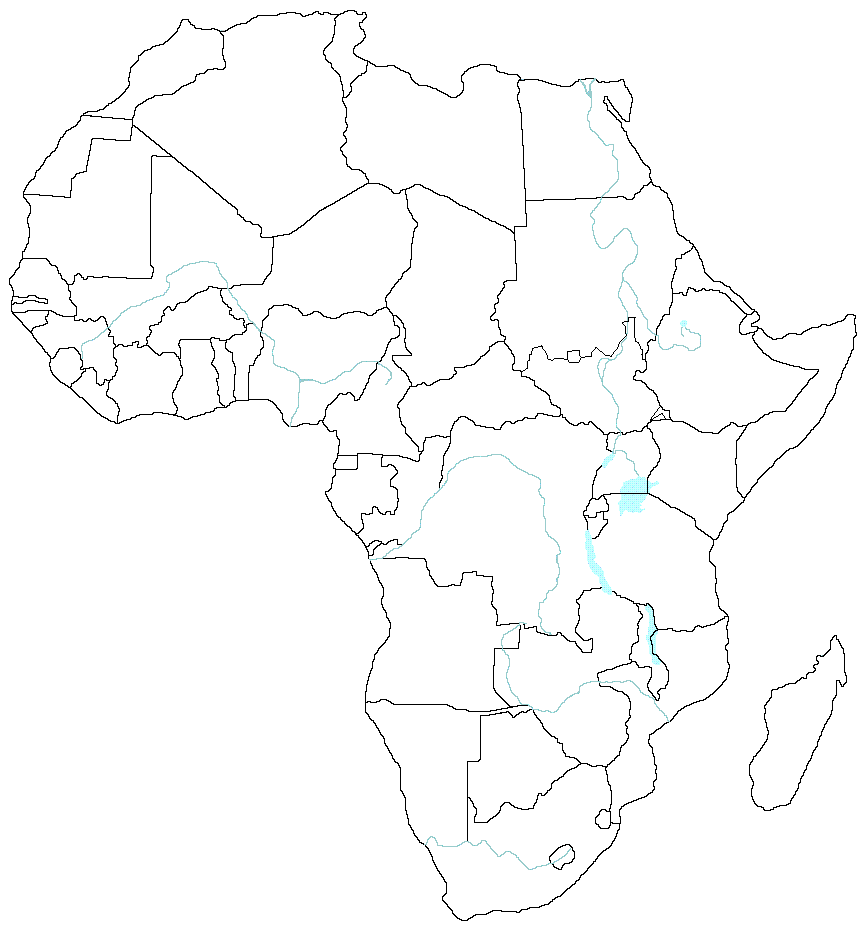
Mapa mut d'Àfrica amb les fronteres dels estats i els principals rius i llacs.

Un mapa mut és un mapa on manca algun dels següents elements: els noms dels països o accidents (estan dibuixades les fronteres i els elements de relleu però sense etiquetar), la llegenda explicativa de colors o tons de fons de cada zona o bé títols explicatius. La seva finalitat és didàctica, s'usen per estudiar geografia (practicant la ubicació d'elements) o bé com a mètode d'avaluació de les ciències socials, tant en exercicis com exàmens.